# Pristimantis paulodutrai
Pristimantis paulodutrai es una especie de anfibio anuro de la familia Craugastoridae.

## Distribución
Esta especie es endémica de Brasil. Habita en los estados de Bahía y Alagoas hasta los 130 m de altitud.

## Taxonomía
Esta especie en su diseño actual podría ser un complejo de especies.

## Etimología
Esta especie lleva el nombre en honor a Paulo Coutinho Dutra.

## Publicación original
- Bokermann, 1975 : Tres especies novas de Eleutherodactylus do sudeste da Bahia, Brasil (Anura, Leptodactylidae). Revista Brasileira de Biologia, vol. 34, n.º 1, p. 11-18.[5]